# Agonum viduum
Agonum viduum es una especie de escarabajo del género Agonum, familia Carabidae. Fue descrita científicamente por Panzer en 1796.
Esta especie se encuentra en todos los países de Europa del Este, excepto en Andorra, Mónaco, San Marino, Ciudad del Vaticano y varias islas europeas. También se puede encontrar en Kazajistán.